# Sainte-Croix-à-Lauze

Saint-Vincent-les-Forts este o comună în departamentul Alpes-de-Haute-Provence din sud-estul Franței. În 1 ianuarie 2022 avea o populație de 86 de locuitori.